# Tuoba laticeps
Tuoba laticeps är en mångfotingart som först beskrevs av Pocock 1891.  Tuoba laticeps ingår i släktet Tuoba och familjen storjordkrypare. Inga underarter finns listade i Catalogue of Life.